# Van-Leusen-Oxazolsynthese
Die Van-Leusen-Oxazolsynthese ist eine Namensreaktion der Organischen Chemie. In dieser Reaktion können Aldehyde mit p-Toluolsulfonylmethylisocyanid (TosMIC) unter basischen Bedingungen in Oxazole überführt werden. Typischerweise werden hierbei Oxazole erhalten, welche an der Position 5 des heterocyclischen Rings substituiert sind. Die Reaktion ist nach dem niederländischen Chemiker Albert van Leusen (1933–2019) benannt, der die Reaktion 1972 erstmals publizierte.

## Mechanismus
Im ersten Schritt wird TosMIC (1) durch eine Base deprotoniert. Dabei entsteht ein nucleophiles Carbanion (2), welches den Aldehyd (3) nucleophil angreift. Im so entstandenen Addukt (4) findet eine Ringschlussreaktion zu (5) statt. Durch Deprotonierung und Eliminierung der Abgangsgruppe TosH entsteht das 5-substituierte Oxazol (7).

## Verwendung
Die Van-Leusen-Oxazolosynthese kann in ionischen Flüssigkeiten durchgeführt werden und mit Kreuzkupplungsreaktionen, wie Heck-Reaktion, Sonogashira-Kupplung und Suzuki-Kupplung kombiniert werden. Statt TosMIC kann auch ein Polystyrol-basiertes Harz, welches Sulfonylmethylisocyanid-Gruppen trägt verwendet werden. Werden Aryl-substituierte TosMIC-Derivate verwendet, können mehrfach substituierte Oxazole erhalten werden.